# Tricentra albiguttata
Tricentra albiguttata là một loài bướm đêm trong họ Geometridae.